# Baltijas Vēstnesis
Baltijas Vēstnesis (в дореформенной латышской орфографии Baltijas Wehstnesis, в переводе Балтийский вестник) — латвийская газета на латышском языке, выходившая в 1868—1906 гг.
Была основана как орган Рижского латышского общества одним из его соучредителей Бернхардом Дирикисом. Первый номер вышел 25 октября 1868 года, с 1869 г. газета начала регулярно выходить два раза в неделю, с 1870 г. — один раз в неделю. С 1 июля 1880 г. перешла на ежедневный выпуск (кроме праздничных дней).
Главной задачей издания, как указывал впоследствии Теодорс Зейфертс, была борьба за культурную и экономическую автономию латышей, прежде всего от прибалтийских немцев. «Балтийский вестник» печатал информацию о жизни латышских школ, новости латышского театра и другие культурные новости. К газете тяготели латышские поэты и прозаики молодого поколения — так, уже в 8-м номере издания появились стихи Андрея Пумпура. Прозаический раздел газеты носил преимущественно развлекательный характер, особенно часто публиковались любовные истории.
После смерти основателя газеты Бернхарда Дирикиса изданием в 1892—1896 гг. заведовал Александрс Веберс. В 1905—1906 гг. последним ответственным редактором «Балтийского вестника» был Юрис Калныньш, в 1906 г. газета была закрыта, а Калныньш провёл 8 месяцев в тюрьме. В 1917—1920 гг. он предпринял попытку возродить газету при участии Яниса Акменса и Николая Шилиньша.